# Parvin Darabi
Parvin Darabi, född 1941 i Teheran i Iran, är en amerikansk aktivist, författare och kämpe för kvinnors rättigheter.

## Biografi
Darabi studerade vid California State University Northridge, University of Southern California, Pepperdine University och California Coast University. Hon arbetade som elektronisk systemingenjör, programchef, företagschef och ingenjörskonsult fram till 1994. Från 1985 till 1990 ägde och drev hon sitt eget företag PT Enterprises, i Mountain View, Kalifornien där de utvecklade den mest känsliga radardetektorn för närvarande på de tyska sjöfartyg som är aktiva i Nato.
Hennes äldre syster, Homa Darabi, begick självmord 1994 genom att bränna sig på en offentlig plats i Iran för att protestera mot den iranska regeringen. Sedan dess har Parvin Darabi blivit aktivist, skrivit boken Rage Against the Veil och kritiserat Irans teokratiska regim och islam i bred bemärkelse.
Parvin Darabi är tillsammans med Lydia Sparksworthy medförfattare till  boken Women of Truckee Making History som beskriver livet för 30 inflytelserika kvinnor i Truckee, Kalifornien.

### Synpunkter på shia-islam
Darabi har sagt att det finns många lagar i shia-islam som är motbjudande för alla utbildade personer, varav en av dem är tillfälligt äktenskap, vilket hon betecknar som "religiöst sanktionerad prostitution".  Darabi har vidare sagt att det enda som den islamiska republiken Iran frammanade var fattigdom och elände.

## Verk
- Rage Against the Veil
- Women of Truckee Making History